# Stenocorini
Вузькотільцеві (Stenocorini Thomson, 1861) — реліктова триба жуків з родини Скрипунових, самостійність якої підтверджена молекулярною філогенією.

## Молекулярна філогенія
У відповідності до молекулярної філогенії на основі мітохондрієвих генів 12S рРНК, 16S рРНК, COI і ядрових генів 18S рРНК, 28S рРНК триба Вузькотільцеві (Stenocorini) є самостійною і входить до підродини Тонкохвісткових (Lepturinae). До складу триби входять такі роди:
- Кунтушець – Anisorus Mulsant, 1863
- Вузькотіл – Stenocorus Geoffroy, 1762
- Toxotopsis Casey, 1913
- Japanocorus Danilevsky 2012
- Paktoxotus Holzschuh, 1974